# Мыс Седловатый
Мыс Седловатый — упразднённый в 2006 году населённый пункт в Мурманской области России. Входил на момент упразднения в Кольский район (или в ЗАТО город Полярный (с 2008 года — городской округ ЗАТО Александровск?).

## География
Располагался на острове Седловатый (западный берег Кольского залива между губами Сайда и Оленья) в северной части Кольского залива, примерно в 15 км к востоку от г. Североморска.

## История
Седловатый мыс возник в 1959.
Законом Мурманской области № 793-01-ЗМО от 29 сентября 2006 года населённый пункт был упразднён в связи с отсутствием проживающего населения.

## Население
К 2006 году считался нежилым. На год упразднения населения не было.

## Инфраструктура
Маяк.

## Транспорт
Доступен морем. Находился в труднодоступной и отдаленной местности.